# Mikael Ljungberg
Bo Urban Mikael Ljungberg (* 13. Juni 1970 in Göteborg; † 17. November 2004 in Mölndal) war ein schwedischer Ringer.
Ljungberg war Sieger im Ringen im griechisch-römischen Stil in der 97-kg-Klasse bei den Olympischen Sommerspielen 2000 in Sydney. Außerdem gewann Ljungberg bei den Olympischen Sommerspielen 1996 in Atlanta eine Bronzemedaille sowie je 2 WM- und EM-Titel. Anhaltende Rückenprobleme durch eine Verletzung in Sydney zwangen ihn im Januar 2002, seine Karriere zu beenden.
Am 15. November 2004, also nur 2 Tage vor seinem Tod, war Ljungberg zum neuen Sportchef im schwedischen Ringerverband auserwählt worden. Ljungberg war wegen Depressionen in ärztlicher Behandlung. Er beendete sein Leben durch Suizid; er erhängte sich in der psychiatrischen Klinik, in der er Patient war. Für seine Verdienste um den Ringersport wurde er im September 2014 in die FILA International Wrestling Hall of Fame aufgenommen.